# Xestospiza fastigialis
Xestospiza fastigialis — вимерлий вид горобцеподібних птахів родини в'юркових (Fringillidae). Був описаний у 1991 році за скам'янілими рештками, знайденими на островах Оаху, Молокаї і Мауї в архіпелазі Гавайських островів. Xestospiza fastigialis мав конусоподібну форму дзьба та, ймовірно, живився комахами.